# Jules Duquesne
Pour les articles homonymes, voir Duquesne.
Jules Duquesne, né le 6 février 1910 à Roubaix (Nord) et décedé le 30 octobre 1973 dans la même ville, est un homme politique français.

## Biographie
Issu d'une famille modeste, Jules Duquesne est ouvrier dans l'industrie textile à Roubaix quand il s'engage dans la Jeunesse ouvrière chrétienne dont il devient un des dirigeants départementaux, et milite syndicalement au sein de la CFTC.
Réfractaire au STO pendant la seconde guerre mondiale, il rejoint la résistance et poursuit son engagement après la Libération au sein du Mouvement Républicain Populaire, dont il est secrétaire fédéral pour le département du Nord.
Candidat en cinquième position sur la liste menée par Maurice Schumann dans la deuxième circonscription pour l'élection de la première assemblée constituante, il est le premier non-élu du MRP.
Remonté à la deuxième place l'année suivante, il entre à l'assemblée constituante en juin, et conserve son mandat de député, dans les mêmes conditions, en novembre 1946. Parlementaire très actif, il dépose de nombreux rapports et propositions de loi. Il s'intéresse particulièrement aux questions sociales, et notamment à la sécurité sociale qui se met alors en place, ainsi qu'au niveau de vie des retraités et travailleurs, prenant appui sur les positions de la CFTC.
Réélu député en 1951, il entre au conseil municipal de Roubaix, dont il est adjoint au maire, en 1953, et, la même année, au conseil général du Nord.
Toujours aussi actif à l'assemblée, il y défend notamment l'échelle mobile des salaires, les droits des chômeurs, et réclame le soutien de l'état aux petits épargnants victime de la faillite du Crédit mutuel du bâtiment en 1953. L'année suivante, il réclame une réforme du système des zones de salaires, désormais inadapté à l'évolution de la situation économique depuis la fin de la guerre, ainsi qu'une réforme de la sécurité sociale mettant fin à l'équilibrage des régimes déficitaires par les excédents de la branche famille.
Réélu en 1956, il est alors vice-président du groupe MRP de l'Assemblée. Un peu moins actif, il continue cependant de suivre les questions sociales.
Il soutient le retour de Charles de Gaulle au pouvoir en 1958, mais ne retrouve pas son siège de député sous la Cinquième République.

## Source
- « Dictionnaire des parlementaires français de 1889 à 1940 », J.Joly